# Herb gminy Radwanice

Herb gminy Radwanice w latach 1998-2021

Herb gminy Radwanice – jeden z symboli gminy Radwanice, autorstwa Kamila Wójcikowskiego i Roberta Fidury, ustanowiony 23 marca 2021.

## Wygląd i symbolika
Herb przedstawia na tarczy w polu czerwonym buk srebrny z pięcioma korzeniami, czterema liśćmi, czterema owocami i dwoma widlasto rozchodzącymi się konarami, pomiędzy którymi głowica pastorału złota. Głowica pastorału symbolizuje fakt, że w 1305 roku sześć miejscowości gminy należało do biskupstwa wrocławskiego. Były to Buczyna, Lipin, Przesieczna, Łagoszów, Radwanice, Sieroszowice. Buk symbolizuje znajdujący się na terenie gminy rezerwat przyrody Buczyna Jakubowska.

## Historia
30 marca 1998 gmina przyjęła herb opracowany przez Michała Marciniaka-Kożuchowskiego. Herb wyobrażał pelikana karmiącego pisklęta krwią ze swojej rozdartej piersi. Motyw ten zaczerpnięty został z XVIII-wiecznej pieczęci sądowej Przesiecznej. Herb ten uzyskał negatywną opinię Komisji Heraldycznej, która wyraziła wątpliwość czy pieczęć sądowa jednej tylko wsi, nie siedziby gminy, może być symbolem całej gminy.
Nowy herb opracowali w 2020 roku Kamil Wójcikowski i Robert Fidura. Po otrzymaniu pozytywnej opinii Komisji Heraldycznej został przyjęty uchwałą Nr XXVI/183/21 Rady Gminy Radwanice z dnia 23 marca 2021.